# Zwartkapbekarde
De zwartkapbekarde (Pachyramphus marginatus) is een zangvogel uit de familie Tityridae.

## Verspreiding en leefgebied
Deze soort komt voor in het Amazonegebied en in het oosten van Brazilië. Er zijn twee ondersoorten:
- P. m. nanus: Amazonegebied.
- P. m. marginatus: oostelijk Brazilië.

## Status
De grootte van de populatie is niet gekwantificeerd maar de soort wordt omschreven als vrij algemeen. Op de Rode lijst van de IUCN heeft deze soort de status niet bedreigd.